# Micrathyria athenais
Micrathyria athenais – gatunek ważki z rodziny ważkowatych (Libellulidae).